# Batalla de Dubienka (1794)
La batalla de Dubienka se libró el 3 de junio de 1794 durante la insurrección de Kościuszko entre las fuerzas polacas del general Michał Wedelstedt y unas numerosas fuerzas rusas bajo el mando del general Ivan Aleksanrowicz Zagriażski.
El propósito del ejército polaco era avanzar por la orilla izquierda del río Bug y atacar a las fuerzas rusas de Zagriażski, para así evitar que se unieran al cuerpo principal del general Wilhelm Derfelden. Las fuerzas de Wedelstedt sumaban 1200 soldados. Los polacos atacaron a los rusos en Dubienka y ocuparon las fortificaciones de campo que había construido las tropas de Tadeusz Kościuszko al enfrentar la primera batalla de Dubienka en 1792. Contra ellos, Zagriażski asignó cuatro batallones de granaderos fanagorianos (2208 soldados) y unos 15 escuadrones de caballería (1700 soldados). Finalmente, las tropas polacas se vieron obligadas a retirarse. Un golpe planeado por parte de la división polaca de Filip Hauman contra la retaguardia de las tropas rusas fracasó, ya que el puente sobre el río Bug no se había construido a término.